# Средно училище „Петко Рачев Славейков“ (Трявна)
Средно училище „Петко Рачев Славейков“ е средно училище в Трявна. Наследник на създаденото през 1839 г. светско взаимно училище.

## Създаване
На 15 януари 1835 г. тогавашният търновски митрополит Иларион Критски записва първите страници на училищната кондика „Свети кодекс на Тревненското светско училище“, в който се записват дадените пари. Това се приема за разрешение за изграждането на училището.
Строителството на първата училищна сграда започва през 1836 г. от цялото население на Трявна и околните колиби със свои средства. През лятото на същата година Петър Сапунов, изпълнител на завещанието на тревненския търговец в Букурещ, Никола Стоянов, дарил около 31 хиляди гроша, изпраща плана на училищната сграда.
През пролетта на 1837 г. с подписка се събират още пари. Петър Сапунов пристига в Трявна през есента и отвежда със себе си няколко тревненски юноши в Букурещ да учат за учители. Поради недостиг на средства строежът продължава повече от три години. Незавършено напълно, през 1839 г. училището приема първите си ученици. На горния етаж е завършена само една стая, където се водят учебните занятия. Другите стаи са завършвани в различно време. Те са с по-малки размери и предназначени за учителска стая, стая на училищното настоятелство, стая за пансион на ученици, идващи от селата, за столова, за читалня-книгохранителница за възрастни, за прислугата и т.н.
Сградата е голяма за времето си, стабилна и архитектурно издържана в национален стил постройка, двуетажна, строена от камък и дърво. Огражда я двор от всички страни. От съображения за получаване на приходи на долния етаж, на юг и запад, са изградени 13 малки стаи за наематели – терзии, чехлари, тенекеджии, халваджии и др. Тази традиция е запазена и днес, когато постройката е превърната в музей, един от обектите на Специализирания музей за резбарско и зографско изкуство – „Старото школо“.

## Летопис
- 1835 г. Търновският митрополит разрешава изграждането на светско училище в Трявна.
- 1839 г. Първи ученици и първи учебни занятия.
- 1842 г. Подарен е печат на училището от Васил Априлов.
- 1847 г. Открива се тревненската книгохранителница в училището.[2]
- 1849 г. За учител е назначен Петко Рачев Славейков. Училището е разделено на взаимно и класно.
- 1850 г. В края на учебната година за пръв път Петко Р. Славейков въвежда изпити.
- 1864 г. Открива се приготвителен клас.
- 1872 г. Създадено е училищното настоятелство с устав.
- 1873 г. Въведена е звучната метода в обучението.
- 1894 г. Създава се първият детски хор в училището.
- 1897 г. Завършва се новата учебна сграда на трикласното мъжко училище.
- 1922 г. Обединяване на първоначалното училище с четиригодишен курс и тригодишния курс на прогимназията в седмокласно училище, наречено Тревненско основно училище „Петко Рачев Славейков“, каквото остава до 1944 г.
- 1944 г. Открива се непълна шестокласна гимназия.
- 1949 г. Удължава се второто крило на училището.
- 1950 г. Основното училище и гимназията се обединяват в Народно средно смесено училище „П. Р. Славейков“.
- 1973 г. Училището е експериментално по внедряване на новото учебно съдържание.

## Паралелки

### 2013 – 2014 г.
През учебната 2013 – 2014 г. има сформирани 20 паралелки от 1. до 12. клас и една присъединена подготвителна група за деца от предучилищна възраст.
В гимназиален етап се обучават ученици в 6 паралелки с интензивно изучаване на английски език и профил „Природоматематически“. Учебните часове се провеждат на едносменен режим. Занимания в начален етап се провеждат в 6 полуинтернатни групи, а в прогимназиален етап (5 – 7 клас) полуинтернатните групи са 3. Организирани са и 26 групи за извънкласни и извънучилищни дейности, обхващащи над 65% от учениците.

### 2018 – 2019 г.
За учебната 2018 – 2019 г. са сформирани 8 паралелки в начален етап със 7 групи за целодневно обучение; 6 паралелки в прогимназиален етап с 3 групи за целодневно обучение и 7 паралелки в гимназиален етап. Заедно с присъединената подготвителна група за деца от предучилищна възраст занятията се провеждат на едносменен режим.

### 2019 – 2020 г.
Както предходната учебна година разпределението по паралелки обхваща общо 21 паралелки от първи до дванайсети клас, присъединена подготвителна група (за последна година) и 7 групи за целодневно обучение. Обучението се провежда на едносменен режим. През месец ноември 2019 г. училището отбелязва тържествено 180 години от създаването си. Издадена е книга по случай юбилея.

### 2020 – 2021 г.
Училището прилага обучение от разстояние в електронна среда. Разделя се с двама от учителите си и с един служител за по-малко от месец, в средата на първия учебен срок. Отменят се пътувания по проекти от програма „Еразъм плюс“.

### 2021 – 2022 г.
С решение № 523 на Министерски съвет от 22.07.2021 г. е със статут на иновативно училище, по проект, който училището ще реализира e в рамките на три учебни години (2021 – 2024г.)

### 2022 – 2023 г.
За патронния празник на училището се организира ученическа изложба с произведения на изобразителното изкуство в Старото школо.

### 2023 – 2024 г.
За трета поредна година училището работи като иновативно. Учебната година се открива с 20 паралелки, като три от тях са с първокласници. Има 8 групи за целодневно обучение, от които една в прогимназиален етап.

### 2024 – 2025 г.
Включено в списъка на училищата за инспектиране заедно с други 18 училища от Габровска област.